# Regimiento de Artillería Lanzacohetes de Campaña n.º 63
El Regimiento de Artillería Lanzacohetes de Campaña n.º 63 es una unidad de artillería de campaña del Ejército de Tierra de España encuadrada en el Mando de Artillería de Campaña. Aunque el regimiento se llame de lanzacohetes, en la actualidad tanto el regimiento como el Ejército de Tierra no cuentan con esos materiales, ya que el sistema Teruel fue dado de baja el 31 de diciembre de 2011.

## Historia
El Regimiento de Artillería Lanzacohetes de Campaña n.º 63 fue dado ese nombre el 31 de diciembre de 2015 como consecuencia de la fusión de los anteriores Regimiento de Artillería Lanzacohetes de Campaña n.º 62 y Regimiento de Artillería de Campaña n.º 63.
El historial del n.º 63 se retrotrae al año 1875, en el que se creó el 6º Regimiento de Montado de Artillería, incorporando cuatro compañías, una de cada uno de otros Regimientos Montados existentes entonces. En ese momento las compañías estaban empeñadas en combate en la tercera guerra carlista. El mismo año toma plaza en Burgos y sus compañías pasan a denominarse baterías. En 1884 una reorganización del Arma de Artillería lo convierte en el 3.er Regimiento de Batalla de Cuerpo de Ejército y en 1893 se convierte en el 3.er Regimiento Montado. El regimiento provee efectivos para la guerra de Cuba y una de sus baterías se envía a combatir la revolución filipina. En 1909 dos de sus baterías se desplazan a Melilla y elementos del regimiento pariciparon en diversas acciones de la guerra del Rif. Una nueva reforma en 1918 le asigna la denominación de 11º Regimiento de Artillería Ligera, en 1929 otra reorganización le cambia el número al 6º y en 1931 toma el nombre de Regimiento de Artillería n.º 11. Durante la guerra civil el regimiento se subleva en contra del gobierno republicano y llega a generar 54 baterías para combatir en el frente, perdiendo la vida más de 200 de sus efectivos y siendo recompensadas sus baterías con 17 Medallas Militares Colectivas. El regimiento adquiere su número actual con la reorganización del Ejército posterior a la guerra, pasando a denominarse Regimiento de Artillería n.º 63. En 1966 su denominación pasa a ser la de Regimiento de Artillería de Campaña n.º 63. En 1986 el regimiento se traslada a Medina del Campo en la provincia de Valladolid) y en 1988 a Ferral del Bernesga en la provincia de León.
El historial del n.º 62 comienza en 1939, cuando se crea en Astorga el Regimiento de Artillería n.º 27, constituido por nueve baterías con cañones de 75/28 y 105/11. Por la Instrucción General n.º 160-115 del Estado Mayor Central del Ejército de 15 de enero de 1960, el regimiento se transforma en Regimiento de Artillería Lanzacohetes, recibiendo antes de finalizar ese mismo año lanzacohetes modelos C, E y D. En 1965 cambia su denominación por la de Regimiento de Artillería Lanzacohetes de Campaña, contando entonces con lanzacohetes modelo E, C y G.
Desde el 2003, elementos de ambos regimientos han servido en las misiones internacionales SFOR y EUFOR Althea en Bosnia, KFOR en Kosovo, FPNUL en el Líbano y ISAF en Afganistán.

## Organización

Escudo del Grupo I/63

Escudo del Grupo II/63

En 2019 el regimiento estaba organizado de la manera siguiente:
- Mando y Plana Mayor de Mando
  - Batería de Plana Mayor
    - Sección de Puesto de Mando del Regimiento
    - Sección de Transmisiones
    - Sección de Topografía
- Grupo de Artillería Lanzacohetes de Campaña I/63 
  - Batería de Plana Mayor
  - Baterías de Armas, desde 2012 con obuses 155/52 SIAC
  - Batería de Servicios
- Grupo de Adquisición y Localización II/63 
  - Batería Plana Mayor
  - Baterías de Adquisición de Objetivos
  - Batería de drones

## Localización

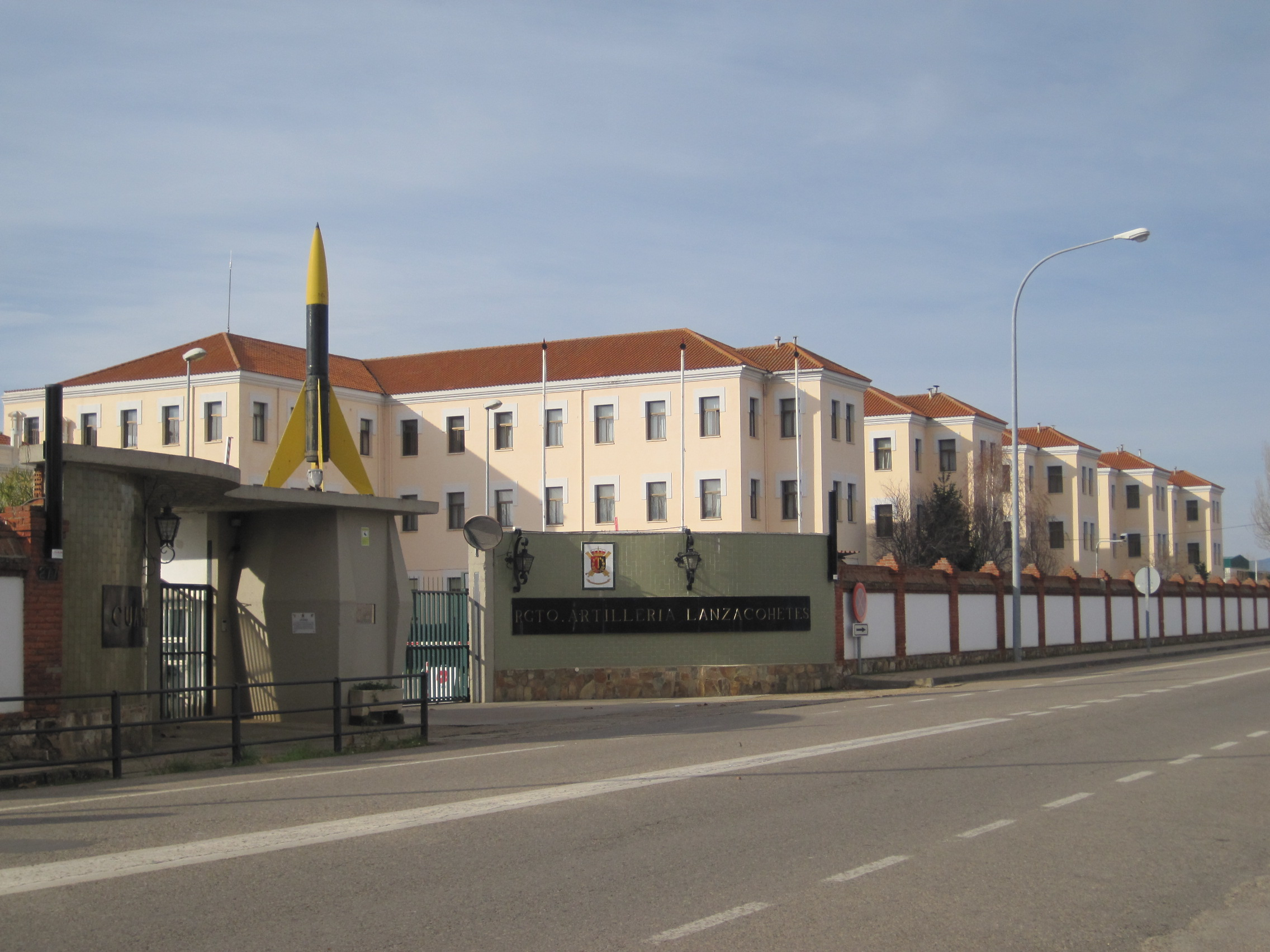
Acuartelamiento Santocildes, en Astorga

El mando y la plana mayor del regimiento y el grupo de lanzacohetes de campaña se ubican en el Acuartelamiento Santocildes en Astorga, mientras que el segundo grupo se ubica en la Base Conde de Gazola, en Ferral del Bernesga. Una de las ventajas de la unidad es su proximidad al Campo de Maniobras y Tiro de El Teleno, situado en los términos municipales de Val de San Lorenzo, Santiago Millas, Luyego, Lucillo y Santa Colomba de Somoza, y cuyo mando se ubica también en el Acuartelamiento Santocildes.

## Materiales

### Lanzacohetes
El Ejército organizó en 1960 su primer Regimiento de Lanzacohetes de Campaña, incorporando inicialmente material de procedencia alemana, pero ya en 1961 se empezaron a recibir cohetes de fabricación española: los R, los S, los D-1, D-2, D-3, la serie E y el G-3, de 2,6 metros de longitud y 23,1 km de alcance. Los lanzadores inicialmente eran remolcados, pero acabaron montados en camiones desde los que podían ser disparados, con algunos requiriendo carga manual y otros pudiendo ser cargados de forma automática. Entre los sistemas utilizados se incluyeron el L-8/G-3 (lanzador de ocho cohetes G-3), el L-10/D-3, el L-21/E-3 sobre Pegaso 3045 y Barreiros Panter III, y el Teruel, con 40 alveolos para cohetes de 140 mm, los primeros ejemplares sobre Pegaso 3050 y el resto sobre Pegaso 3055.
Se preveía que los Teruel fueron reemplazados por el Sistema Lanzacohetes de Alta Movilidad (SILAM), pero a pesar de que su Documento de Necesidad Operativa fue aprobado en 2013, no fue validado por el JEMAD hasta abril de 2018, estando todavía pendiente la selección y adquisición de nuevos materiales lanzacohetes.
|                       |
| Lanzacohetes L-10/D-3 |

|                       |
| Lanzacohetes L-21/E-3 |

|            |
| Cohete G-3 |

|                     |
| Lanzacohetes Teruel |

### Cañones y obuses

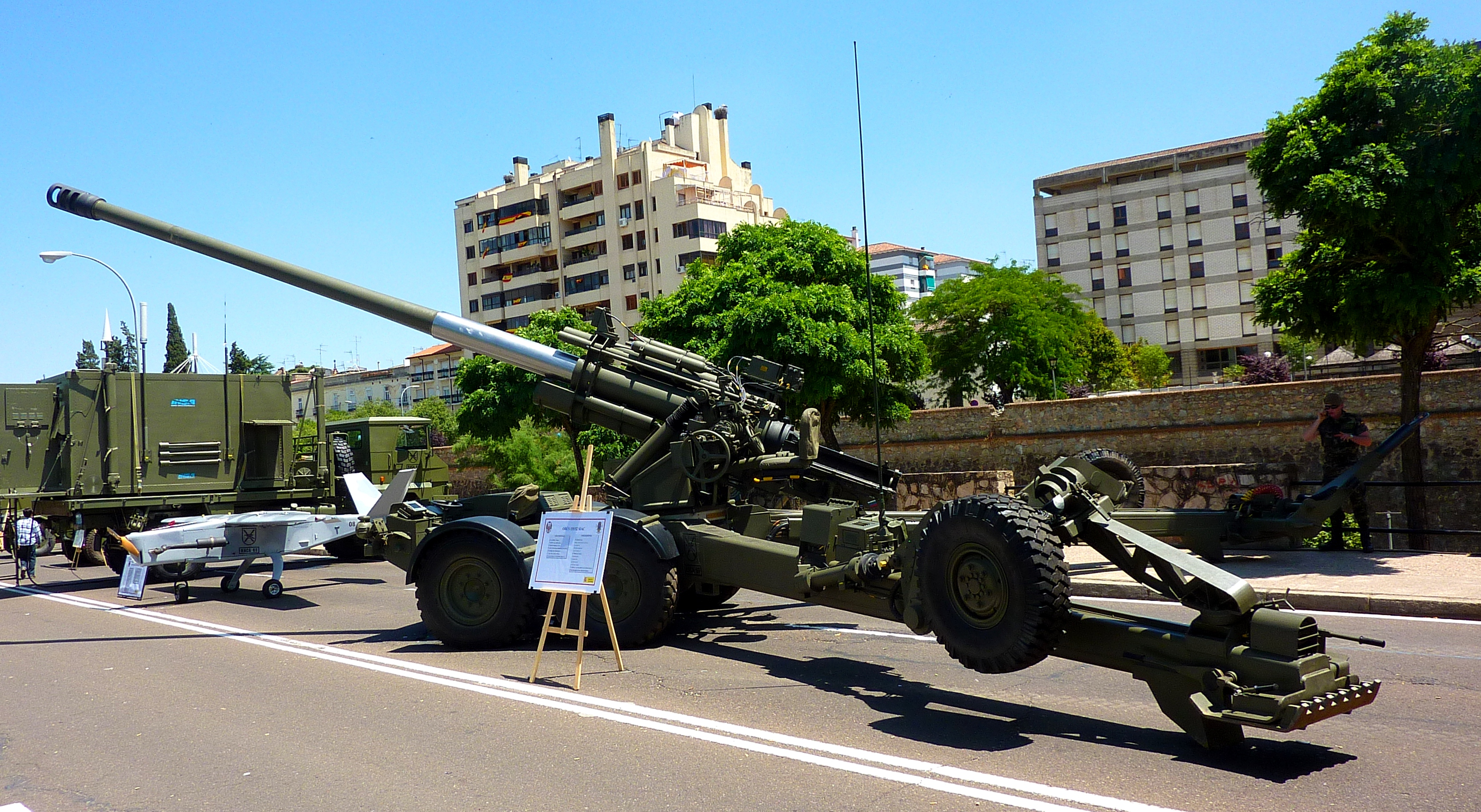
Materiales del regimiento en 2010: un dron SIVA y un obús SIAC 155/52

Entre los materiales de tubo empleados por el regimiento se encuentran:
- Cañón de campaña Schneider 75/28 modelo 1906, dado de baja.
- Obús de montaña 105/11 modelo 1919 Schneider, dado de baja.
- Obús 105/26 Reinosa, ya dado de baja.
- Cañón M1931/37 122/46, de origen soviético, transferido inicialmente por Alemania y también recreado en Trubia, ya dado de baja.
- Obús SIAC 155/52, de fabricación nacional, todavía en servicio.

### Drones
- SIVA: sistema integrado de vigilancia aérea, de 300 kg de peso máximo de despegue y 7 horas de autonomía.[10] Usados también por el Grupo de Escuelas de Matacán del Ejército del Aire desde 2012.[11]
- IAI Searcher: parte de la Plataforma Autónoma Sensorizada de Inteligencia (PASI), con un peso máximo al despegue de 450 kg y 300 km de alcance máximo.[12] Operados por personal del regimiento en sus misiones a Afganistán.[13]
- Tucán: de un peso máximo al despegue de 5 kg y 25 km de alcance.[14]
- Atlantic: de un peso máximo al despegue de 120 kg y 300 km de alcance.[14]

### Sistemas terrestres de vigilancia y localización
- ARTHUR: radar de contrabatería, con un alcance máximo de 40 km.[15]
- HALO: sistema de localización acústica de 30 km de alcance máximo.[15]